# Cochinoca
Cochinoca és una localitat del departament de Cochinoca en la província de Jujuy.
En l'hivern el fred és molt intens i sol haver registres de fins a -20 °C.
En l'època precolombina s'estenia per Cochinoca el camí d'Inca.

## Demografia
- Població el 1991: 85 habitants (INDEC)
- Població el 2001: 75 habitants (INDEC), dels quals el 50,77% són dones i el 49,33% són homes.